# Cúpula de calor

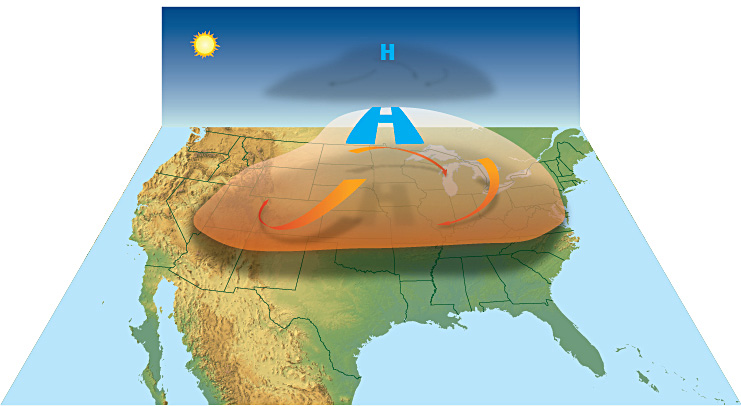
Formació d'una cúpula de calor: L'alta pressió a l'atmosfera actua com una cúpula o una tapadora, retenint la calor a la superfície.

Una cúpula de calor (dinàmica atmosfèrica) es produeix quan l'alta pressió atmosfèrica (anticicló) reté l'aire calent actuant com una tapadora. Les cúpules de calor es produeixen quan les condicions atmosfèriques d'alta pressió romanen estacionàries durant un temps inusual, evitant la convecció i la precipitació i mantenint l'aire calent "atrapat" dins d'una àrea geogràfica. Això pot esdevenir per múltiples factors, inclosos els produïts per les anomalies de la temperatura de la superfície del mar i la influència d'altres fenòmens de la circulació atmosfèrica i dels corrents marins. Quan els patrons meteorològics de l'aire superior de l'atmosfera es mouen lentament, els meteoròlegs també els anomenen "Bloc en Omega".
La cúpula de calor ja forma part de la terminologia que descriu els efectes del canvi climàtic en el sistema meteorològic. La sequedat dels sòls i la vegetació al límit encara afavoreixen més les condicions perquè les cúpules de calor es formin cada cop més sovint.

## Formació

Formació de cúpula de calor

Normalment, durant l'estiu i en episodis de sequedat atmosfèrica, es va acumulant una massa d'aire càlid en superfície sobre una àrea geogràfica continental. L'alta pressió de l'atmosfera terrestre empeny l'aire calent cap avall. L'aire es va comprimint i la calor neta es concentra en un volum força menor i s'escalfa encara més. La tendència de l'aire càlid a ascendir de cota, troba la resistència en la capa d'alta pressió situada al seu damunt que l'obliga a descendir.
L'alta pressió té un efecte i actua com una tapadora concentrant la calor sobre la superfície.
El terme "cúpula de calor" s'utilitza molt sovint i s'extrapola en els mitjans de comunicació per a referir-se a situacions d'onada de calor. També s'utilitza en el context de les illes de calor urbanes.